# Thierry Burkhard
Pour les articles homonymes, voir Burkhard.
Thierry Burkhard, né le 30 juillet 1964 à Delle (Territoire de Belfort), est un militaire français.
Général d'armée, il est chef d'état-major des armées du 22 juillet 2021 au 31 août 2025, après avoir été  chef d'état-major de l'Armée de terre du 31 juillet 2019 au 21 juillet 2021.

## Biographie

### Formation
Thierry Burkhard est originaire de Delle, où son père est enseignant dans un lycée professionnel. Après avoir fait ses études à l'École militaire préparatoire technique du Mans, au lycée militaire d'Aix-en-Provence, puis au lycée Henri-IV[réf. nécessaire] à Paris, il est élève de l'École spéciale militaire de Saint-Cyr de 1985 à 1988 (172e promotion : Cadets de la France libre), puis de l'École de l'infanterie à Montpellier.

### Carrière militaire
De 1989 à 1996, il est affecté au 2e régiment étranger de parachutistes, qui l'envoie combattre dans plusieurs théâtres d'opérations : Irak, ex-Yougoslavie, Tchad et Gabon.
Il rejoint l'état-major des armées en tant qu'officier de quart au Centre de planification et de conduite des opérations (CPCO) pendant quatre années et est promu au grade de commandant en 1997. Après avoir été breveté du Collège interarmées de Défense en 2000, il retourne à la Légion étrangère comme chef du bureau instruction emploi du 4e régiment étranger à Castelnaudary. Il est promu lieutenant-colonel en 2001.
De 2002 à 2004, il est chef de la division Opération de l'état-major interarmées des Forces armées en Guyane (FAG) à Cayenne, puis est à nouveau affecté à l'état-major des armées et au CPCO en 2004. Il est promu colonel en 2005. L'année suivante (2006), il devient assistant militaire du général commandant l'opération Licorne en Côte d'Ivoire (les généraux Elrick Irastorza puis Antoine Lecerf), avant de devenir adjoint de Christophe Prazuck, alors conseiller en communication du chef d'état-major des armées de 2007 à 2008. Ce poste l'envoie en Afghanistan à deux reprises.
Il est affecté une dernière fois à la Légion étrangère de 2008 à 2010, en tant que chef de corps de la 13e demi-brigade de Légion étrangère à Djibouti. En août 2010, il est nommé conseiller en communication du chef d'état-major des armées et occupe ce poste jusqu'en août 2013. À partir de septembre de cette même année et jusqu'en 2015, il est conseiller militaire du coordinateur national du renseignement au palais de l'Élysée, Alain Zabulon. C'est lors de cette affectation qu'il est promu général de brigade, le 1er août 2014 ; il côtoie Emmanuel Macron, alors secrétaire général adjoint de la présidence de la République, et Pierre Schill, en poste à l'état-major particulier du président.
Il retourne ensuite au Centre de planification et de conduite des opérations, d'abord comme chef de conduite (août 2015), puis comme commandant à partir du 1er août 2017, date à laquelle il est également nommé général de division.
Il est nommé inspecteur de l'Armée de terre et promu aux rang et appellation de général de corps d'armée le 31 juillet 2018.

### Chef d'état-major de l'Armée de terre
La nomination de Thierry Burkhard à la tête de l'Armée de terre est annoncée « de manière très inhabituelle » dans un discours de Florence Parly, ministre des Armées, non d'abord par la parution du décret de nomination au Journal officiel. Le 10 juillet 2019, lors de la cérémonie d'adieu aux armes du général d'armée Jean-Pierre Bosser, son prédécesseur au poste de chef d'état-major de l'Armée de terre de 2014 à 2019, la ministre déclare en effet : « Je ne doute pas que votre successeur, le général Thierry Burkhard, saura faire fructifier votre bel héritage à la tête de l'Armée de terre ». Le décret de nomination est publié le 17 juillet suivant. Le 20 juillet, le général Bosser remet à Thierry Burkhard un glaive de commandement, faisant de lui le nouveau « père des traditions au sein de l'Armée de terre »,.
Élevé aux rang et appellation de général d'armée le 31 juillet 2019, Thierry Burkhard prend officiellement ses fonctions de chef d'état-major à la même date. Il se rend d'abord auprès des soldats déployés à Paris dans le cadre de l'opération Sentinelle, puis rencontre Hubert Germain, compagnon de la Libération, ancien lieutenant de la Légion étrangère et pensionnaire de l'Institution nationale des Invalides. Il visite ensuite les blessés de l'Armée de terre hospitalisés à l'hôpital d'instruction des armées Percy, puis participe enfin à une cérémonie à l'ossuaire de Douaumont, qui s'achève par une remise de képi à de jeunes engagés.
Le 30 novembre 2019, Thierry Burkhard publie une lettre ouverte adressée à Riss, directeur de la publication de Charlie Hebdo, dénonçant comme « terriblement outrageantes » les caricatures publiées par l'hebdomadaire au sujet de la mort de treize militaires de l'opération Barkhane lors du combat de la vallée d'Eranga,. Dans la lettre, il demande : « Qu'avons-nous donc fait, soldats [...], pour mériter un tel mépris? » Il invite Riss à assister à l'hommage national aux soldats, celui-ci décline l'invitation, et répond que le « journal se doit de rester fidèle à son esprit satirique, parfois provocateur. Cela ne signifie nullement qu'il mésestime le dévouement de ceux qui se battent pour défendre des valeurs au service de tous. Nous tenions à vous le dire ainsi qu'aux familles des victimes ».

### Chef d'état-major des armées

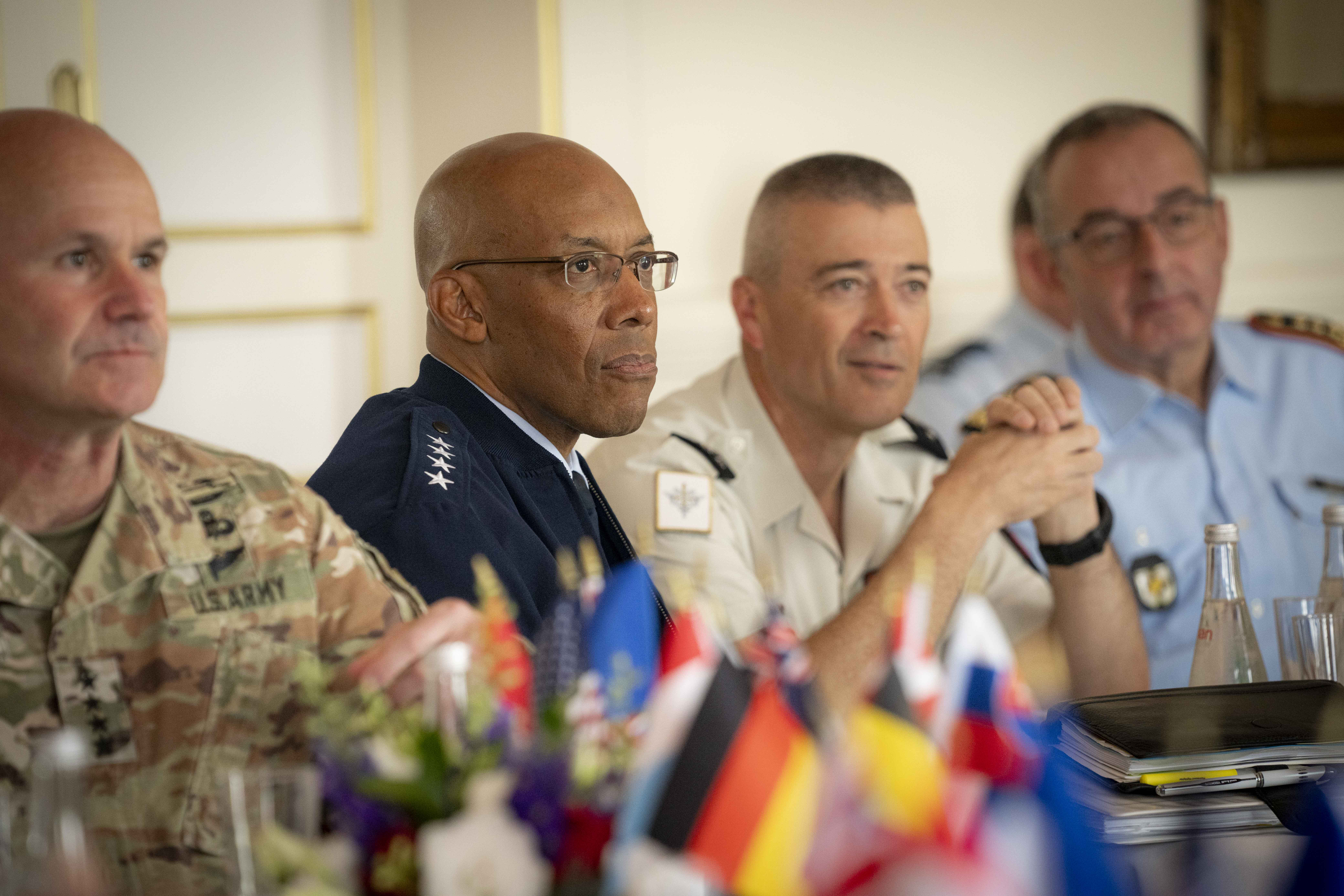
Lors du quatre-vingtième anniversaire du Débarquement en Normandie.

Le 13 juin 2021, le général d'armée François Lecointre annonce son départ du poste de chef d'état-major des armées. Thierry Burkhard est annoncé comme son successeur. Sa nomination est confirmée le 7 juillet suivant en Conseil des ministres avec prise de poste le 22 juillet.
Dès le mois d'octobre de la même année, il développe et diffuse sa vision stratégique dans laquelle il présente ses ambitions et les orientations qu'il souhaite donner aux armées. Il est le théoricien de la guerre dite de « haute intensité ». Selon le journal Le Monde, il développe dans sa vision stratégique « un concept en rupture avec la tradition française des opérations extérieures : gagner la guerre avant la guerre ». Lors de sa conférence de presse du 16 septembre 2021, il détaille sa redéfinition du schéma paix-crise-guerre dans lequel s'inscrivaient les conflits auparavant: « désormais, c'est plutôt un triptyque compétition-contestation-affrontement ».
Thierry Burkhard intervient lors de conférences et prend régulièrement part à des ouvrages en tant que préfacier. Il participe également à l'essai sur la guerre permanente Le réveil stratégique de Jean-Baptiste Jeangène Vilmer, en y rédigeant un chapitre sur la question de la dynamique de l'engagement.
Le 23 juillet 2025, le général d'armée aérienne Fabien Mandon est désigné pour lui succéder, à compter du 1er septembre suivant.

### Vie privée
Issu d'une famille protestante, Thierry Burkhard est marié et père de trois enfants.

## Grades militaires

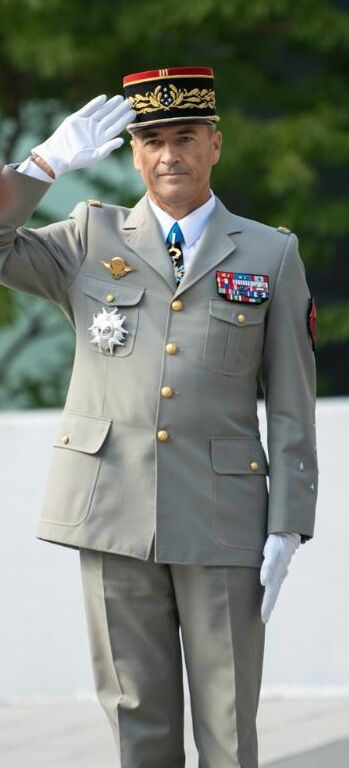
Thierry Burkhard en septembre 2022.

- 1988 : lieutenant
- 1992 : capitaine[36]
- 1997 : commandant[5]
- 2001 : lieutenant-colonel[6]
- 2005 : colonel[7]
- 2014 : général de brigade[11]
- 2017 : général de division[13]
- 2018 : général de corps d'armée[14]
- 2019 : général d'armée[17]

## Décorations

### Françaises
- Grand officier de la Légion d'honneur en 2022[37] (commandeur en 2019[38], officier en 2012[39], chevalier en 2002)[40].
- Commandeur de l'ordre national du Mérite en 2016[41] (officier en 2008)[42].
- Croix de guerre des Théâtres d'opérations extérieurs, avec une étoile de bronze et une citation.
- Croix de la Valeur militaire, avec deux étoiles et deux citations.
- Croix du combattant.
- Médaille d'Outre-Mer, avec deux agrafes.
- Médaille d'or de la défense nationale avec une étoile.
- Médaille de la Défense nationale, échelon argent, avec deux agrafes.
- Médaille commémorative française, avec une agrafe.

### Étrangères
- Médaille des Nations unies pour UNPROFOR (Nations unies).
- Médaille de service en Afghanistan, avec agrafes (OTAN).
- Médaille de service en ex-Yougoslavie, avec agrafes (OTAN).
- Médaille de l'OTAN pour le Kosovo.
- Médaille de la libération du Koweït (en) (Arabie saoudite).
- Médaille de la libération du Koweït (en) (Koweït).
- Commandeur de l'ordre de l'Étoile (Roumanie, en 2022)[43].
- Commandeur de l'ordre national du Lion (Sénégal, en 2023)[44].
- Grand-officier de l'ordre de la Croix de l'aigle (Estonie, en 2024)[45].
- Médaille d'or de l'armée polonaise (Pologne, en 2024)[46].
- Commandeur de l'ordre du Mérite de la République italienne (Italie, en 2024)[47].
- Officier honoraire de l'ordre d'Australie dans la division militaire (Australie, en 2024)[48]

### Brevet
- Brevet de chuteur opérationnel (BCO)